# Bryolymnia oryx
Bryolymnia oryx är en fjärilsart som beskrevs av Druce. Bryolymnia oryx ingår i släktet Bryolymnia och familjen nattflyn. Inga underarter finns listade i Catalogue of Life.